# Rynek w Gnieźnie
Rynek w Gnieźnie – część Starego Miasta, mieszcząca się na Wzgórzu Panieńskim – jednym z siedmiu gnieźnieńskich pagórków.

## Historia
W średniowieczu Rynek należał do jednego z podgrodzi miasta, a w późnym średniowieczu otoczony był murami. Jego obecny wizerunek wytyczyła odbudowa po pożarze miasta w 1819 r., który strawił większą część Gniezna. Na Rynku ocalały wtedy tylko dwa budynki, które zostały od podstaw odrestaurowane w 1980 roku. Projekt regulacji ulic z 1819 r. przewidywał utworzenie nowej osi przestrzennej miasta na linii: katedra – kościół ewangelicki (dzisiejsza ul. Chrobrego) oraz wyprostowanie nierównoległych dotychczas ulic na w miarę prostokątne bloki. Mimo protestów mieszkańców Najwyższa Komisja Budowlana uchwaliła ostatecznie projekt odbudowy miasta. Zgodnie z projektami odbudowy prowadzono prace regulacyjne. Dzięki temu obniżono znacznie poziom rynku, usunięto pozostałości fundamentów spalonych budynków, dawną fosę i resztę murów obronnych.

## Architektura
Zabudowę Rynku cechuje duży synkretyzm, stojące tam bowiem domy wzniesiono w różnych okresach. Niektóre ozdobiono gzymsami, balkonami i fryzami. Budynki gnieźnieńskiej Starówki obejmują prowadzącą do katedry ulicę Tumską, Rynek wraz z odnogami oraz część ulicy Bolesława Chrobrego. Przy ul. Tumskiej na początku XIX wieku wzniesiono piękne, piętrowe budynki mieszkalne z niezwykłymi fryzami ozdobnymi, przedstawiającymi motywy floralne czy antyczne. W obrębie starówki znajdują się także dwa kościoły: św. Trójcy oraz oo. Franciszkanów. Wychodząca z Rynku ul. Chrobrego, będąca główną arterią miasta, rozpoczyna się deptakiem, wzdłuż którego ciągną się kamienice z początku XX wieku.

## Wygląd obecny
Cały Rynek wraz z ul. Tumską i częścią ul. B. Chrobrego pokryty jest nawierzchnią brukową. Większa część Rynku została wyłączona z ruchu samochodowego. W centrum rynku znajduje się fontanna oddana do użytku pod koniec 2014 r. Obok niej zimą pojawia się 10–12-metrowa choinka oraz, od 2008 r. lodowisko. Na powierzchni Rynku widoczne są elementy granic wytyczonych czerwoną cegłą. Przedstawiają one zarys budynków, które mieściły się na Rynku przed pożarem. Na rynku rozciera się półkole, na którym widnieją wszystkie herby miast należących do Związku Miast Polskich. Przy wejściu na Rynek znajduje się herb miasta.

## Galeria

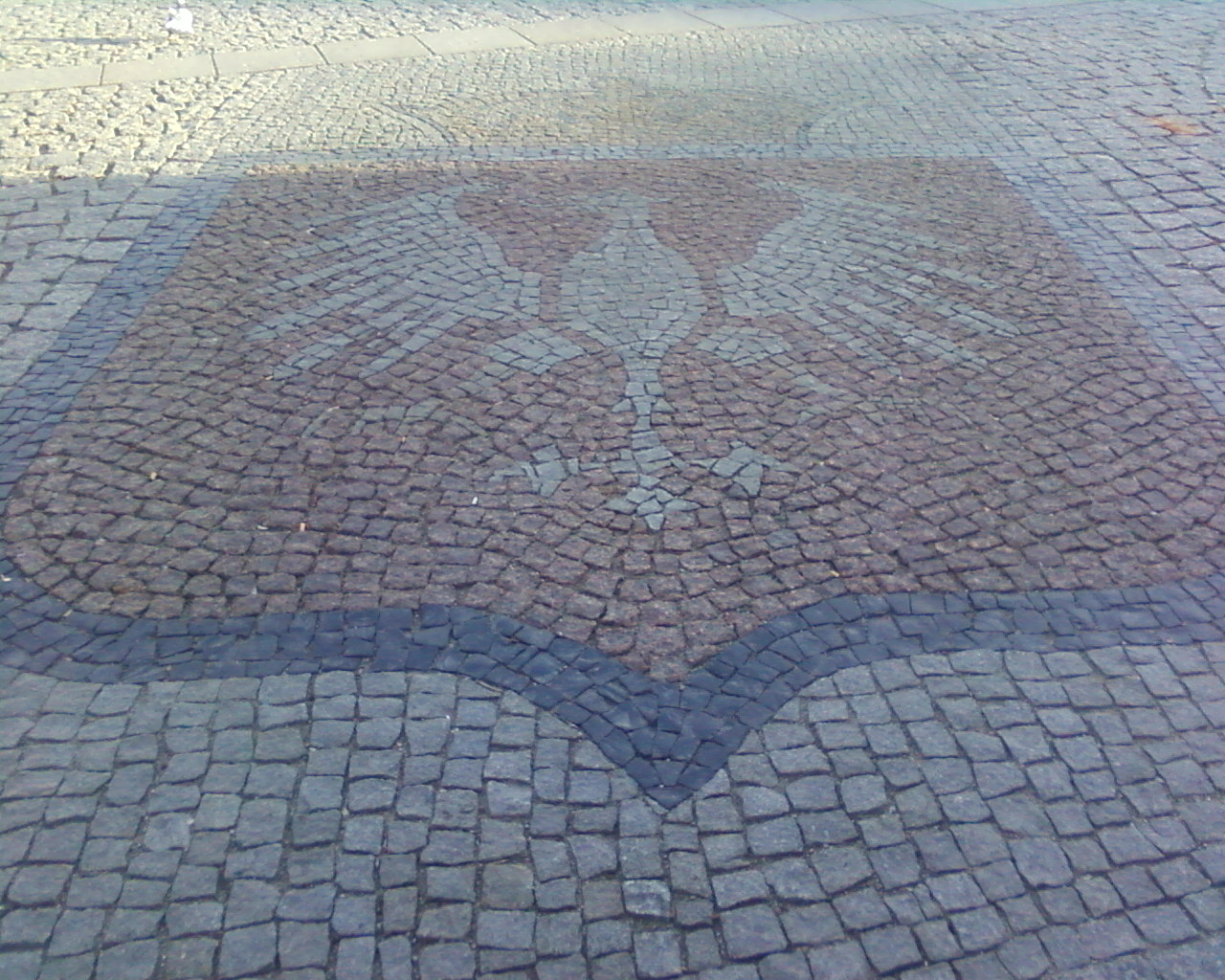
Herb Gniezna przy wejściu na rynek
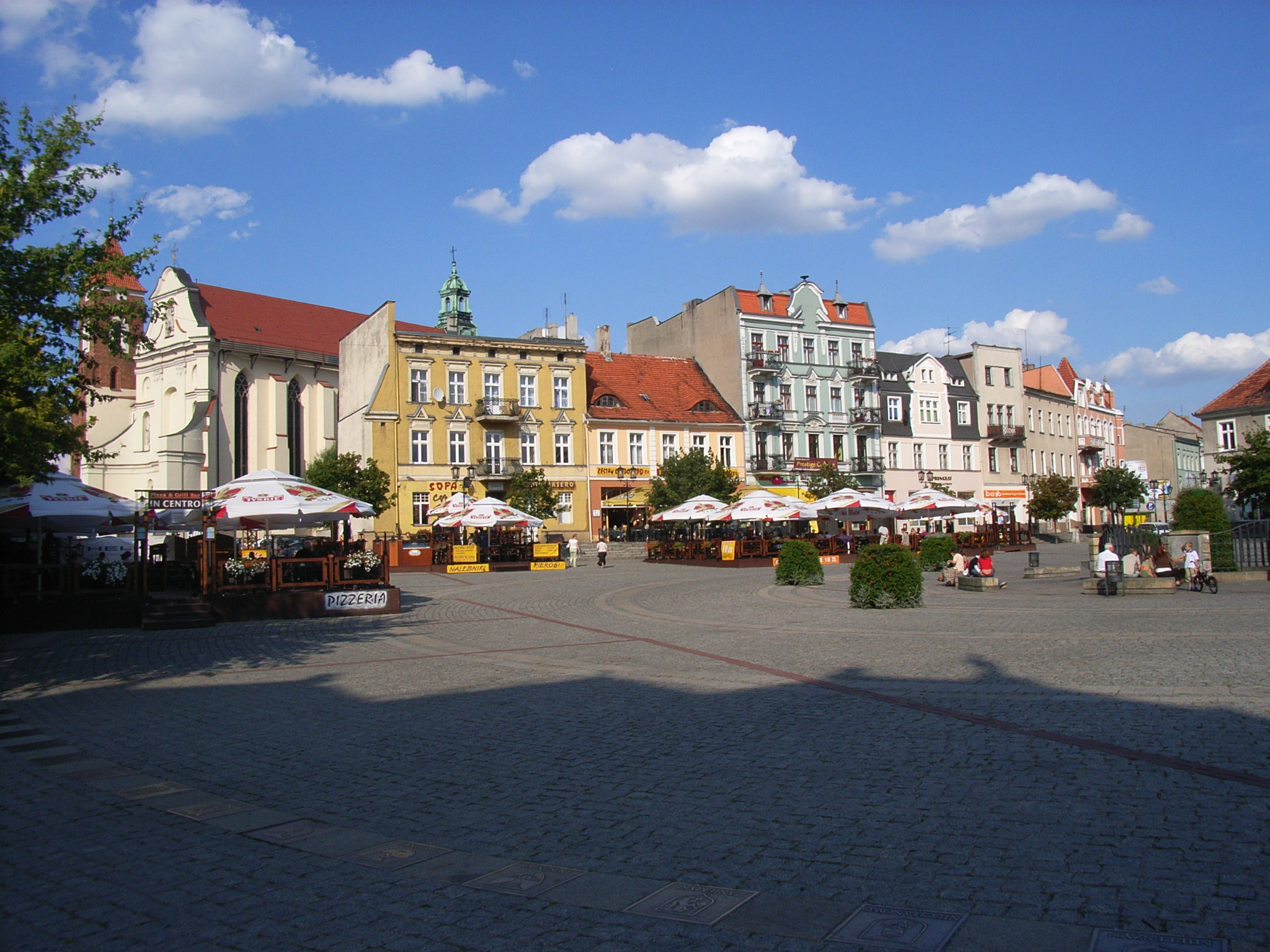
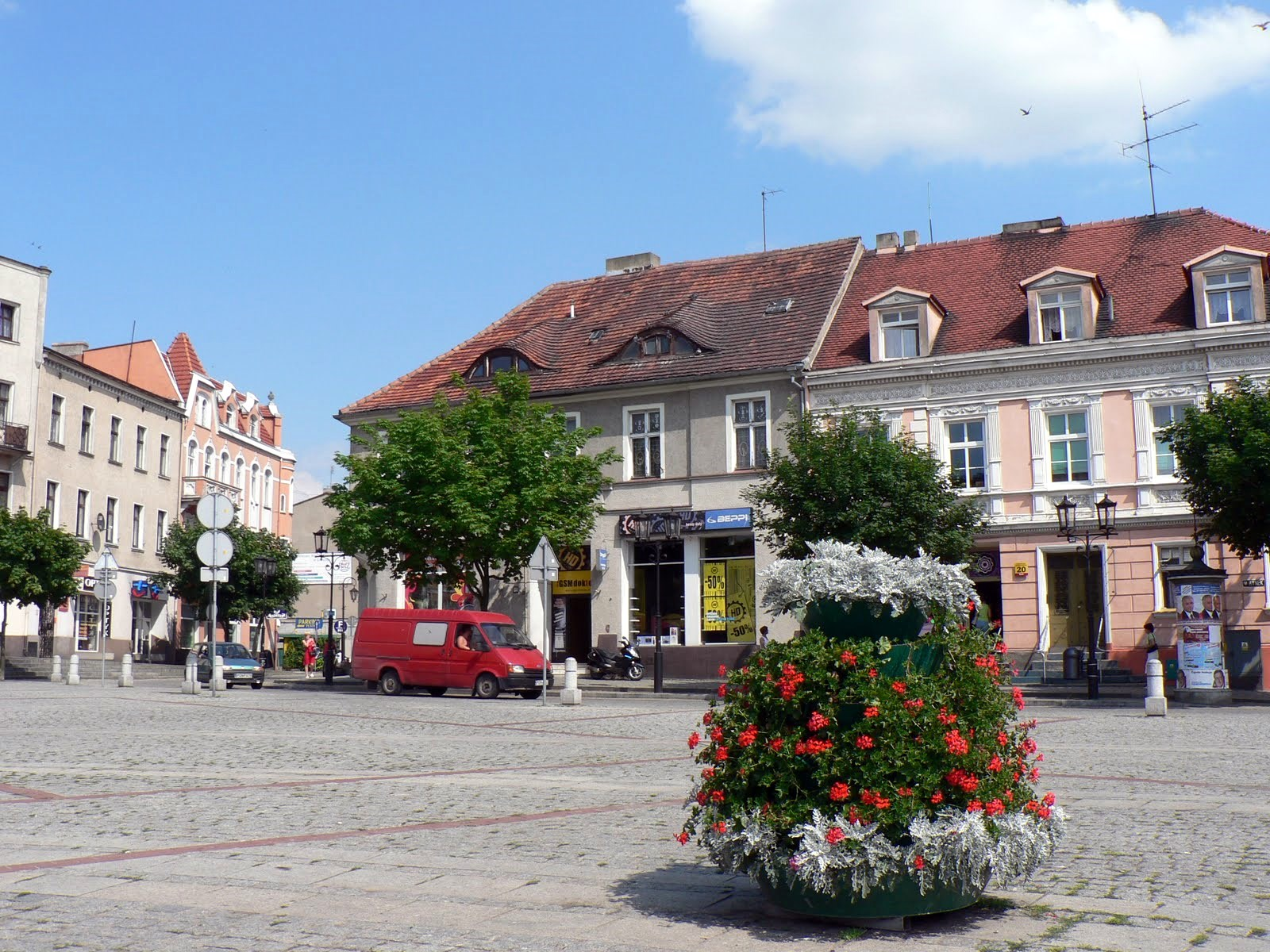